# Fabián (nombre)
Fabian  es un nombre propio de varón en idioma español. Su variaciones femeninas son Fabiana y Fabiola. Su manera primitiva proviene de la familia latina Fabius, que significa literalmente «Alimento de los Dioses», también interpretado como simplemente «Nectar».este viene originalmente del nombre de la Diosa Febe quien fue un titan en la mitología griega, encargada del intelecto y profecía. 
El santoral de este nombre es el día 20 de enero, junto con Sebastián, y debido al Papa Fabián de la  iglesia católica.

## Variaciones
| Variaciones en otros idiomas | Variaciones en otros idiomas        |
| ---------------------------- | ----------------------------------- |
| Español                      | Fabián                              |
| Alemán                       | Fabian                              |
| Árabe                        | فابيان                              |
| Catalán                      | Fabià                               |
| Francés                      | Fabien                              |
| Griego                       | Φαβιανός, Φαβιαν (Fabianós, Fabian) |
| Húngaro                      | Fábián                              |
| Inglés                       | Fabian                              |
| Italiano                     | Fabiano, Fabio                      |
| Latín                        | Fabius, -i.                         |
| Polaco                       | Fabian (el diminutivo es Fabianek)  |
| Portugués                    | Fabião, Fábio                       |
| Ruso                         | Фабиан                              |
| Ucraniano                    | Фабіан                              |
| Hebreo                       | פביאן                               |
| Japonés                      | ファビアン                          |

## Personajes famosos
- El Papa Fabián de la Iglesia católica (c. 200-250).
- Fabián Gutiérrez Lasso de la Vega Cabrera y Madariaga (1819-1880), político y noble español.
- Fabián Ruiz de Aguilar, religioso español que participó en la conquista de Chile.
- Fabiana Cantilo, cantante argentina.
- Fabiola Mora y Aragón, reina de Bélgica.
- Fabiola Posada, La Gorda Fabiola, humorista y comunicadora social colombiana, reconocida por ser parte del elenco del programa de televisión Sábados Felices.
- Fabián C. Barrio, escritor y viajero español.
- Fabián Urbina, manifestante venezolano.
- Fabiana Rosales, primera dama (e) de Venezuela.
- Fabian.
- Fabian Estapé.

## Lugares
- San Fabián, comuna de la región de Ñuble, en Chile.

## Otros
- Fabiana, género de plantas florales.
- Sociedad Fabiana, antigua organización socialdemócrata del Reino Unido.
- Tácticas Fabianas, estrategia militar.
- (1576) Fabiola, asteroide.
- Fabiola, novela de 1854 escrita por N. Wiseman.